# Корана (Плитвичка Језера)
Корана је насељено мјесто у Лици, у општини Плитвичка Језера, у Личко-сењској жупанији, Република Хрватска.

## Географија
Корана је удаљена око 30 км сјеверно од Коренице.

## Историја
Корана се од распада Југославије до августа 1995. године налазила у Републици Српској Крајини. До територијалне реорганизације у Хрватској насеље се налазило у саставу бивше велике општине Кореница.

## Становништво
Према попису из 1991. године, насеље Корана је имала 64 становника. Према попису становништва из 2001. године, Корана је имала 24 становника. Према попису становништва из 2011. године, насеље Корана је имало 25 становника.
| Демографија | Демографија | Демографија |
| Година      | Становника  | Становника  |
| ----------- | ----------- | ----------- |
| 1948.       | 106         |             |
| 1953.       | 98          |             |
| 1961.       | 77          |             |
| 1971.       | 60          |             |
| 1981.       | 59          |             |
| 1991.       | 64          |             |
| 2001.       | 24          |             |
| 2011.       |             | 25          |